# Stephen M. White

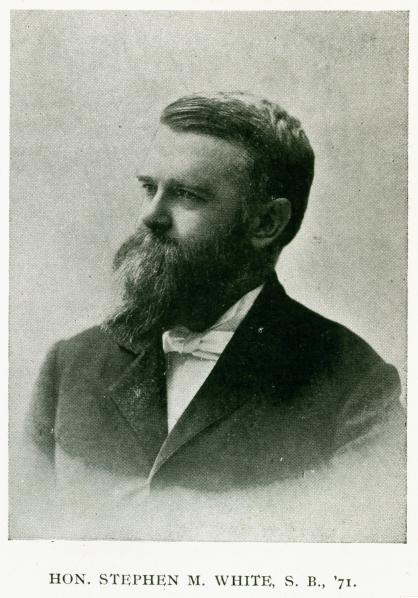
Stephen Mallory White

Stephen Mallory White (* 19. Januar 1853 in San Francisco, Kalifornien; † 21. Februar 1901 in Los Angeles, Kalifornien) war ein US-amerikanischer Politiker. Er vertrat von 1893 bis 1899 den Bundesstaat Kalifornien im Senat der Vereinigten Staaten.

## Leben
Geboren und aufgewachsen in San Francisco, besuchte Stephen White die Santa Clara University und studierte Rechtswissenschaften bei Charles Bruce Younger Sr. in Santa Cruz. Er wurde 1874 als Rechtsanwalt zugelassen und praktizierte in Los Angeles. Von 1882 bis 1884 arbeitete als Staatsanwalt im Los Angeles County. Zuvor war White Mitglied der ersten Los Angeles County Bar Association. Von 1887 bis 1891 saß er im Senat von Kalifornien, wo er während der gesamten Amtszeit Vorsitzender war. Auch 1887 wurde er Vizegouverneur von Kalifornien, da Robert Waterman nach dem Tod von Washington Bartlett Gouverneur wurde. Ab 1893 bis 1899 vertrat er dann den Bundesstaat Kalifornien als Demokrat im US-Senat.
Er unternahm und gewann den sogenannten Free Harbor Fight, ein sieben Jahre dauernden Kampf um einen Hochseehafen bei San Predro zu errichten, den Vorläufer des heutigen Port of Los Angeles.  Er war auch für seine Rolle als Strafverteidiger bekannt. Als er 1901 starb, priesen ihn sowohl San Francisco als auch Los Angeles als das größte Genie und einen der einflussreichsten Söhne Kaliforniens.